# Oreșnik (rachetă)
Oreșnik (în rusă Орешник, cu sensul de Alun), conform președintelui rus Vladimir Putin, este o rachetă balistică rusă cu rază intermediară de acțiune⁠(d) (IRBM). Conform armatei ucrainene, se presupune că racheta are o viteză mai mare de Mach 11 (13.475 km/h). Are șase focoase⁠(d) echipate cu șase submuniții ceea ce face foarte dificilă interceptarea. Secretarul de presă adjunct al Pentagonului, Sabrina Singh, a descris Oreșnikul ca o variantă a rachetei cvasibalistice RS-26 Rubej a Rusiei.

## Utilizare operațională
La 21 noiembrie 2024, în timpul Războiului Ruso-Ucrainean, racheta Oreșnik a fost folosită pentru prima dată în luptă (fără focos nuclear sau explozibili) într-un atac despre care Rusia a spus că a vizat instalația aerospațială PA Pivdenmaș⁠(d) din orașul ucrainean Dnipro. Înainte de confirmarea folosirii acestui tip de rachetă, Ucraina a susținut inițial că lovitura a fost efectuată cu o rachetă balistică intercontinentală. Se pare că Oreșnik folosește o sarcină utilă MIRV, care a fost arătată în imaginile neverificate ale atacului. Racheta a fost lansată din regiunea Astrahan, probabil de pe terenul de antrenament Kapustin Yar.
Un director de la CSIS a spus că capacitatea rachetei de a lansa mai multe focoase a diferențiat-o de alte rachete cu capacitate nucleară care au fost folosite împotriva Ucrainei și a făcut-o extrem de dificil de interceptat. Un analist militar ucrainean a declarat că sistemele de apărare aeriană ale Ucrainei sunt complet incapabile să intercepteze racheta și că aceasta nu poate fi detectată în călătoria sa prin atmosfera superioară.
Oficialii americani notează că racheta este încă experimentală și că Rusia are doar câteva în posesia sa și că este puțin probabil să fie desfășurată în mod regulat împotriva Ucrainei.